# Plößberg (Immenreuth)
Plößberg ist ein Dorf auf der Gemarkung Punreuth im oberpfälzischen Landkreis Tirschenreuth.

## Geografie
Das Dorf liegt im Südwesten des Fichtelgebirges am südöstlichen Fuß des 711 Meter hohen Tannenberges. Plößberg ist ein Gemeindeteil der Gemeinde Immenreuth und liegt eineinhalb Kilometer nördlich von deren Gemeindesitz.

## Geschichte
Das bayerische Urkataster zeigt Plößberg in den 1810er Jahren als eine Ortschaft, deren acht Herdstellen zwar nicht weit voneinander entfernt liegen, die jedoch auch keinen kompakten Ortskern bilden. Seit dem bayerischen Gemeindeedikt von 1818 hatte Plößberg zur politischen Gemeinde Punreuth gehört, die zum Zeitpunkt der Gemeindegründung neben dem Hauptort Punreuth noch aus drei weiteren Ortschaften bestand. Als die im Jahr 1925 lediglich 163 Einwohner zählende Gemeinde Punreuth 1946 aufgelöst wurde, wurde Plößberg in die Gemeinde Lenau eingegliedert. Als auch die Gemeinde Lenau mit der bayerischen Gebietsreform aufgelöst wurde, wurde Plößberg zusammen mit einigen anderen Ortsteilen in die Gemeinde Immenreuth eingegliedert.
| Jahr          | 001824 | 001871 | 001885 | 001900 | 001925 | 001950 | 001961 | 001970 | 001987 |
| Einwohnerzahl | 57     | 61     | 66     | 48     | 55     | 69     | 79     | 162    | 174    |